# 深川 (江東區)
深川（日语：／ Fukagawa */?）是東京都江東區的地名。2013年8月1日為止的人口有3,731人。郵遞區號為135-0033。

## 地理
位於東京都江東區西側，屬深川地域。北鄰平野，東接冬木，南連富岡，西南通門前仲町，西接福住。以地名命名的深川丼（深川飯）是本地名物，成田山深川不动堂内展示的雕刻及绘画、以及富冈八幡宫的华丽神轿，均为当地的著名景点，颇受游客喜爱。

### 河川
- 仙台堀川
  - 海邊橋
  - 清澄橋

## 歷史
1941年（昭和16年），龜住町成立深川一丁目，冬木町一丁目成立深川二丁目，和倉町一丁目編入深川一～二丁目。1947年（昭和22年）江東區成立。1969年（昭和44年）實施新住居表示。

### 地名由來
來自開拓周遭濕地的深川八郎右衛門之姓。

## 交通

### 鐵路
町域內沒有鐵路車站，可利用東京地下鐵東西線、門前仲町站。

### 巴士
- 東京都交通局

### 道路
- 東京都道475號永代葛西橋線（葛西橋通）
- 東京都道463號上野月島線（清澄通）

首都高速道路、出入口
- 首都高速9號深川線
- 福住出入口

## 設施
- 江東區立明治小學校
- 双葉幼稚園
- 江東區立深川一丁目保育園
- 木材會館
- 龜堀公園
- 深川一丁目遊園
- 深川公園
- 增林寺
- 正覺寺
- 心行寺
- 玄信寺
- 法乘院
- 陽岳寺

## 深川地域
現在江東區內的深川地域為舊深川區，有登上東京站車站便當菜單的深川飯、深川江戶資料館（白河一丁目）、深川不動堂（富岡一丁目）等以深川命名的名產或設施。

### 舊町名
- 安宅町
- 深川大工町
- 材木町
- 佐賀町
- 數矢町

### 深川地域內的現行行政地名
- 石島
- 海邊
- 永代
- 越中島
- 枝川
- 扇橋
- 木場
- 清澄

- 佐賀
- 猿江
- 白河
- 新大橋
- 住吉
- 千石
- 千田

- 高橋
- 東陽
- 常盤
- 富岡
- 平野
- 福住
- 深川

- 冬木
- 古石場
- 牡丹
- 三好
- 毛利
- 森下
- 門前仲町

## 備註
1. ↑  江東区の世帯と人口（住民基本台帳による） 区民部区民課 平成25年8月1日現在[永久]
2. ↑  Bureau, Tokyo Convention & Visitors. . 东京旅游官方网站GO TOKYO.   [2022-06-24]. （原始内容存档于2021-07-24） （中文（中国大陆））.
3. ↑  江東區の地名由来-江東區地域振興部文化観光課文化財係 的存檔，存档日期2013-07-19.，2012年5月30日閲覧。

## 外部連結
- 江東區官方網站 （页面存档备份，存于）
- 深川各地 / 深川觀光協會 （页面存档备份，存于）
- 鎮誌深川 （页面存档备份，存于）